# Niet Nix
Niet Nix was een politieke vernieuwingsbeweging gelieerd aan de Partij van de Arbeid. De organisatie werd in 1996 opgericht door de twintigers Lennart Booij en Erik van Bruggen.
Booij en Van Bruggen waren medewerkers van PvdA-voorzitter Felix Rottenberg, en betrokken bij het campagneteam van Wim Kok. In de oprichting is duidelijk de hand van Rottenberg te herkennen, die meer opschudding en discussie in zijn partij wilde. De jongerenbeweging Jonge Socialisten was net als haar moederpartij te veel een club van vergadertijgers, aldus Rottenberg. Niet Nix was daarnaast meer sociaal-liberaal van opzet. De oprichters verklaarden uit te zijn op invloed, en niet op macht.
De nieuwe beweging werkte mee aan een wekelijks fax- en mailtijdschrift van Rottenberg, genaamd Vlugschrift. Ook werd er een pamflet opgesteld, waarin een aantal politieke ideeën werden opgesomd. In de Amsterdamse poptempel Paradiso werden discussiemiddagen georganiseerd, met behalve debat interviews en muziek. Nadat Rottenberg afscheid nam als partijvoorzitter stokte ook de ontwikkeling van Niet Nix als aanjager van de discussie. Booij en Van Bruggen deden, gesteund door de landelijke partijtop, in 1999 een gezamenlijke gooi naar het partijvoorzitterschap van de PvdA, maar moesten het afleggen tegen Marijke van Hees, die de steun genoot van de lokale partijbaronnen.
Op 20 december 1999 hield Niet Nix een opheffingsmanifestatie in Paradiso. Edith Mastenbroek, coördinator van 1998 tot de opheffing, verklaarde kort daarvoor in de media dat 'de beweging veel had bereikt maar nu deel van het partij-establishment was geworden, en misbruikt werd als een excuus om het gebrek aan openheid en vernieuwing in de partij te verbloemen'. Ook het Vlugschrift hield op te bestaan.
Verschillende voormalige Niet-Nixers zijn actief gebleven in de politiek, zoals Europarlementariër Edith Mastenbroek (PvdA), Tweede Kamerleden Boris van der Ham (D66) en Diederik Samsom (PvdA), Europarlementariër Emine Bozkurt en staatssecretaris Frank Heemskerk (PvdA).